# Без ума от тебя (телесериал)
«Без ума от тебя» (англ. Mad About You) — американский комедийный сериал, выходивший на телеканале NBC с 23 сентября 1992 по 24 мая 1999 года.

## Сюжет
Сериал рассказывает о повседневной жизни Пола и Джейми Бакман, молодой семейной пары из Нью-Йорка, а также их родственников, друзей и соседей.

## Актёры и персонажи

### Главные герои
- Пол Бакман (Пол Райзер, 1992—1999, все серии) — режиссёр, муж Джейми.
- Джейми Стемпл-Бакман (Хелен Хант, 1992—1999, все серии) — специалист по связям с общественностью, жена Пола.
- Айра Бакман (Джон Панкоу, 1993—1999, 96 серий) — кузен Пола.
- Лиза Стемпл (Энн Рэмзи, 1992—1999, 67 серий) — старшая сестра Джейми.
- Фрэн Деваноу (Лейла Кензл, 1992—1999, 67 серий) — лучшая подруга Джейми, жена Марка.
- Сильвия Бакман (Синтия Харрис, 1993—1999, 46 серий) — мать Пола, жена Бёрта.
- Марк Деваноу (Ричард Кайнд, 1992—1999, 36 серий) — муж Фрэн.
- Бёрт Бакман (Луис Зорич, 1993—1999, 35 серий) — отец Пола, муж Сильвии.

### Второстепенные персонажи
- Мэгги Конвэй (Джуди Гисон, 1992—1999, 30 серий) — соседка Бакманов.
- Дебби Бакман (Робин Бартлетт, 1994—1999, 28 серий) — сестра Пола, лесбиянка.
- Урсула Буффе (Лиза Кудроу, 1992—1999, 23 серии) — официантка местного кафе.
- Джоан Гольфинос (Сьюзи Плаксон, 1996—1999, 17 серий) — партнёрша Дебби.
- Хэл Конвэй (Пакстон Уайтхед, 1992—1999, 8 серий и Джим Пиддок, 1994—1996, 7 серий) — сосед Бакманов.
- Тереза Стемпл (Нэнси Дюссо, 1992, 1 серия, Пенни Фуллер, 1994—1995, 4 серии и Кэрол Бёрнетт, 1996—1999, 10 серий) — мать Джейми.
- Нэт Остертаг (Хэнк Азариа, 1995—1999, 14 серий) — выгуливатель пса Пола и Джейми.
- Марвин (Джефф Гарлин, 1997—1999, 12 серий) — коллега Айры.
- Шейла Кляйнман (Мо Гаффни, 1996—1999, 12 серий) — врач Пола и Джейми.
- Мистер Уиклер (Джерри Эдлер, 1993—1998, 10 серий) — управляющий.
- Сид (Джордж Петри, 1994—1996, 10 серий) — коллега Пола.
- Гас Стемпл (Пол Дули, 1992, 1 серия, Джон Карлен, 1994—1995, 3 серии и Кэрролл О’Коннор, 1996—1999, 4 серии) — отец Джейми.
- Фил (Мел Брукс, 1996—1999, 4 серии) — дядя Пола.
- Марианна Лугассо (Синди Лопер, 1993—1999, 4 серии) — подруга Айры.

## Награды

### Эмми
- Лучшая женская роль в комедийном телесериале — Хелен Хант (1996, 1997, 1998, 1999)
- Лучшая приглашённая актриса в комедийном телесериале — Синди Лопер (1995)
- Лучший приглашённый актёр в комедийном телесериале — Карл Райнер (1995) и Мел Брукс (1997, 1998, 1999)

### Золотой глобус
- Лучший комедийный телесериал (1994)
- Лучшая женская роль в комедийном телесериале — Хелен Хант (1993, 1994, 1996)

### Премия Гильдии киноактёров
- Лучшая женская роль в комедийном телесериале — Хелен Хант (1995).

### Номинации
Сериал также неоднократно номинировался на премии «Спутник» и «GLAAD Media Awards».